# 貝津 (堪薩斯州)
貝津（英語：Bazine）是一個位於美國堪薩斯州內斯縣的城市。

## 地方資料
根據2020年美國人口普查的數據，貝津的面積為1.16平方千米，當中陸地面積為1.16平方千米，而水域面積為0.00平方千米。當地共有人口282人，而人口密度為每平方千米243.1人。